# Mörarp
Mörarp è un'area urbana della Svezia situata nel comune di Helsingborg, contea di Scania.
La popolazione rilevata nel censimento 2010 era di 1 893 abitanti.